# Kardinalska imenovanja pape Hadrijana VI.
Papa Hadrijan VI. za vrijeme svoga pontifikata (1522. – 1523.) održao je 1 konzistorij na kojemu je imenovao 1 kardinala.

## Konzistorij 10. rujna 1523. (I.)
1. Willem van Enckenvoirt, tortosanski biskup, Španjolska